# Tetsuo Hamuro
Tetsuo Hamuro (jap. 葉室鐵夫 Hamuro Tetsuo; ur. 7 września 1917 w Fukuoce, zm. 30 października 2005 w Takaishi) – japoński pływak, mistrz olimpijski (1936).
Karierę rozpoczął w 1935 roku.
W 1936 zdobył złoty medal olimpijski na 200 m stylem klasycznym, ustanawiając czasem 2:41,5 s rekord olimpijski na tym dystansie.
W czasie kariery ustanowił 2 rekordy świata (100 i 200 m stylem klasycznym), 4 rekordy Japonii (50, 100 i 200 m stylem klasycznym oraz sztafeta stylem zmiennym) oraz wygrał 10 mistrzostw kraju na 100 i 200 m stylem klasycznym.
Zakończył karierę w 1940 roku i wstąpił do wojska. Po zakończeniu kariery pracował jako dziennikarz w dziale sportowym gazety Mainichi Shimbun. W 1990 został włączony do International Swimming Hall of Fame.
Zmarł 30 października 2005 w Takaishi na tętniaka aorty brzusznej.